# 東漢 (弘治舉人)
東漢（？—？），陕西華州人，民籍，明朝政治人物。

## 生平
四川副使東思忠第三子。弘治十一年（1498年）戊午科陕西鄉試舉人。由戶部郎中累官九江、南昌知府、長蘆鹽運使。

## 家族
上世巩昌人，高祖東良惠以总管守商州，值红巾軍之乱，令二子挈家人一居华州，一居朝邑。居华者諱德名，生子有升，以贡为商河县丞，娶兵部侍郎华阴郭良之女，继娶次女，生東思孝、東思忠、东思诚、東思恭四子。思忠配薛氏，生四子：東周；东鲁，己酉举人、官至兵部郎中；東漢，戊午举人、由户部郎中累官南昌知府、长芦运使；東郊，辛未进士、浙江道监察御史；东野，壬戌进士、刑部福建司主事。子東棨、東棐等。